# 솔레다드 미란다
솔레다드 미란다(Soledad Miranda, 1943년 7월 9일 ~ 1970년 8월 18일)는 포르투갈의 배우, 가수, 영화배우이다.
세비야에서 태어났으며 리스본에서 사망하였다. 사인은 교통사고이다.

## 영화
- 레즈비언 뱀파이어 (1971년) - 나딘 카로디 역
- 아카사바의 악마 (1971년)
- 뱀파이어 (1970년) - 본인 역
- 100정의 라이플 (1969년)
- 슈가 콜트 (1966년)